# Васил Миов
Васил Димитров Миов е български революционер, деец на Вътрешната македонска революционна организация.

## Биография
Васил Миов е роден в 1881 година в малешевското село Умлена, тогава в Османската империя, днес в Северна Македония. Присъединява се към ВМРО и действа като легален деец и куриер. В 1923 година заедно с други дейци пренася от Горна Джумая оръжие, пушки, бомби, патрони и снаряжение за четата на Стефан Караджата в Малешевско. Предадени от шпиони, куриерите са заловени в Берово, жестоко бити и осъдени в Струмица на две години строг тъмничен затвор, които излежават напълно в Струмица.
На 28 април 1943 година, като жител на Умлена, подава молба за българска народна пенсия, която е одобрена и пенсията е отпусната от Министерския съвет на Царство България.